# Vladímir Nenarokov
Vladímir Ivánovich Nenarokov (en ruso: Владимир Иванович Ненароков, nacido 4 de enero de 1880 en Moscú, fallecido el 13 de diciembre de 1953 en Asjabad) fue un Maestro ajedrecista y escritor ruso. Fue uno de los más fuertes Maestros en su ciudad natal en 1900.

## Trayectoria como ajedrecista
En 1899, fue 7.º en Moscú (1.º Campeonato Nacional de Rusia), por detrás de Mijaíl Chigorin (vencedor del Torneo), Emanuel Schiffers, Stepan Levitski, Sergey Lebedev, Boris Yankovich y Grigory Helbach, y por delante de Genika, Viacheslav Kulomzin, Abaza, Boyarkov, Raphael Falk, Kalinsky y Pavel Pervago. En 1900 ganó el primer Campeonato de la ciudad de Moscú. En 1901, fue 5.º en Moscú (2.º Campeonato Nacional de toda Rusia), por detrás de Chigorin (vencedor del Torneo), Schiffers, Dawid Janowski y Alexey Goncharov.
En 1905, hizo tablas en un encuentro contra Savielly Tartakower (+2 -2 =0). En 1907, ganó a Fedor Duz-Khotimirsky (+5 -3 =1), y en 1908 ganó a Alexander Alekhine (+2 -0 =0), que tenía sólo 16 años en ese momento, y también en 1909 (+3 -0 =0). en 1908, Nenarokov ganó de nuevo el Campeonato de Moscú, por delante de Benjamin Blumenfeld, Goncharov y Duz-Khotimirsky, y fue 2.º en el Torneo de Otoño celebrado a principios de ese año, también en Moscú, por detrás de Blumenfeld.
En 1916, quedó 2.º, por detrás de Alekhine, en Moscú. También fue 2.º, de nuevo tras Alekhine, y por delante de Abram Rabinovich, en el Triangular celebrado en Moscú en 1918.
En 1921, quedó 3.º en el Campeonato de Moscú, por detrás de Nikolay Grigoriev (vencedor del Torneo) y Nikolay Pavlov-Pianov. En 1923, fue 3.º-5.º en Leningrado (2.º Campeonato Nacional de la URSS), empatado con Fedir Bohatyrchuk y Duz-Khotimirsky, y por detrás de Peter Romanovsky (ganador del Torneo) y Grigory Levenfish.
En 1924, fue 6.º-8.º en Moscú (3.º Campeonato Nacional de la URSS), empatado con Yakov Vilner y Seleznyov, y por detrás de Yefim Bogoliubov (vencedor del Torneo), Romanovsky, Bohatyrchuk, Levenfish e Ilya Rabinovich.
En 1925, sólo fue 18.º en Leningrado (4.º Campeonato Nacional de la URSS), con triunfo de Bogoliubov.
En 1927, quedó 7.º en Moscú (5.º Campeonato Nacional de la URSS), por detrás de Bohatyrchuk y Romanovsky (ganadores del Torneo), Duz-Khotimirsky, Abram Model, Mijaíl Botvínnik y Vladímir Makogonov.
En 1928, fue 2.º, tras Boris Verlinsky, en el 9.º Campeonato de Moscú. En 1929, quedó 6.º en los cuartos de final del 6.º Campeonato Nacional de Rusia, celebrado en Odesa, con triunfo de Verlinsk. En el mismo año, ganó el Torneo de Tiblisi, por delante de Victor Goglidze y Nikolay Sorokin.
Fue galardonado con el título de Maestro Internacional en 1950.
Fue autor de muchos libros de ajedrez, centrados en las aperturas. Además de algunos buenos libros de introducción, también escribió un libro más avanzado de la Apertura Ruy Lopez (Moscú-Leningrado, 1932).

## Biografía
- Di Felice. Chess Results, 1901-1920, pág. 312
- Feenstra Kuiper. 100 Jahre Schachzweikämpfe, pág. 134
- Gaige. Chess Personalia, pág. 301
- Golombek. Golombek's Encyclopedia, pág. 209
- Hooper, Whyld. The Oxford Companion to Chess (1.ª ed.), pág. 222
- Thulin. Name index to CTC, pág. 188
- Erik Yama Tienne. Vladimir Nenarokov. Betascript Publishing, 2012